# Aéroports de Paris
Groupe ADP, tidigare Aéroports de Paris (ADP), är ett franskt företag som bygger, underhåller och driver flygplatser, framför allt de två stora Parisflygplatserna Paris-Orly flygplats och Paris-Charles de Gaulle flygplats. 
Franska staten äger strax över 50 % av aktierna.
Företaget har drygt 450 företagskunder och är Europas näst största i branschen sett till årlig omsättning, och det allra största inom segmentet post- och godstransport. Omsättningen 2006 var i cirka två miljarder euro och antalet passagerare som passerade flygplatserna var drygt åttio miljoner.